# Slavej Rajčev
Slavej Rajčev (en bulgare : Славей Райчев), né le 29 octobre 1943, est un ancien joueur bulgare de basket-ball.